# 통가판

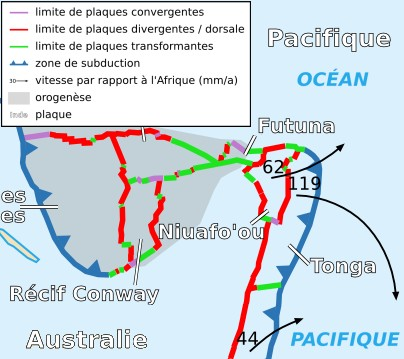
통가 판 ("Tonga", 프랑스어)

통가 판은 남서태평양에 위치한 작은 판이다. 판의 중심은 남위 19°, 동경 173°부근이다. 판은 케르마데크-통가 섭입대를 따라 북북동에서 남남서 방향으로 길고 좁은 형태이다. 동쪽에서는 통가 해구를 따라 태평양판이 통가 판 밑으로 섭입하며, 북쪽에서는 변환 단층을 경계로 태평양 판과 접한다. 북서쪽의 발산 경계에서는 니우아포오우판과 접한다. 서쪽의 발산 경계에서는 인도-오스트레일리아판과 접한다. 통가 판은 지진 활동이 매우 활발하며 시계방향으로 회전하고 있다.
2009년 사모아에 쓰나미가 발생했을 때 판의 이동이 있었다.

## 참고
- Bird, P., An updated digital model of plate boundaries, Geochem. Geophys. Geosyst., 4(3), 1027, doi:10.1029/2001GC000252, 2003.